# 十進位制化
十進位制化是將貨幣或重量和度量製轉換為以10的冪相關的單位。大多數國家都對其貨幣進行了十進位制，將其從非十進位制的子單位轉換為十進位制，其中一個基本貨幣單位和子單位的乘方為10，最常見的是100，特別是1000。有時同時更改貨幣名稱或新貨幣的轉換率。
所有曾使用“镑-先令-便士”货币体系的国家都曾经历过十進制化过程，且很多国家选择在同一时期进行了十进制化。在十进制化之前，1镑 = 20先令，1先令 = 12便士；之后，1元 = 0.5镑 = 100 分，而1先令则变成了便于计算的10分。
| 新單位    | = | x   | 舊單位     | 日期          |
| --------- | - | --- | ---------- | ------------- |
| 英国 便士 | = | 2.4 | 舊便士     | 1971年2月15日 |
| 南非蘭特  | = | 0.5 | 南非鎊     | 1961年2月14日 |
| 元        | = | 0.5 | 澳大利亞鎊 | 1966年2月14日 |
| 新西兰元  | = | 0.5 | 新西蘭鎊   | 1967年7月10日 |